# Camouflage (Ditonellapiaga)
Camouflage è il primo album in studio della cantautrice italiana Ditonellapiaga, pubblicato il 14 gennaio 2022.
L’album ha vinto nello stesso anno la Targa Tenco per la sezione Opera Prima.

## Antefatti
Scritto e prodotto a partire dal 2019, l'album ha subito diverse modifiche in corso d'opera e posticipazioni della data di pubblicazione. L'album è stato annunciato dalla cantautrice il 14 dicembre 2021, mentre la tracklist è stata svelata il 10 gennaio 2022. Successivamente viene pubblicata una riedizione del disco, contenente anche il brano Chimica interpretato insieme a Rettore e partecipante al Festival di Sanremo 2022, classificandosi al 16º posto.

## Tracce
1. Morphina – 2:47
2. Non ti perdo mai – 3:06
3. Vogue – 2:52
4. Prozac – 2:34
5. Come fai – 3:06
6. Spreco di potenziale – 2:50
7. Dalla terra all'universo – 3:05
8. Repito – 2:35
9. Connessioni – 2:56
10. Tutto ok – 2:33
11. Altrove – 2:42
12. Carrefour Express – 3:36

Traccia bonus nella riedizione digitale
1. Chimica (con Rettore) – 3:01

## Classifiche
| Classifica (2022) | Posizione massima |
| ----------------- | ----------------- |
| Italia            | 21                |